# 21. српска дивизија НОВЈ
Двадесет прва српска ударна дивизија била је дивизија Народноослободилачке војске (НОВЈ) и Југословенске армије (ЈА). Формирана је 20. маја 1944. од Четврте, Пете и Шесте српске бригаде. Првобитно је називана Прва српска дивизија, а 14. јуна 1944. преименована је у 21. српску дивизију, када је добила назив ударна.
Након расформирања Шесте бригаде, 1. септембра 1944, у саставу дивизије биле су Друга пролетерска ударна бригада (од 1. септембра до 18. децембра), 31. српска бригада (од 9. новембра) и 21. српска бригада (од 18. децембра 1944. до 13. јануара 1945). Дана 20. децембра 1944. у саставу дивизије формирана је Артиљеријска бригада од три дивизиона.
На дан формирања, дивизија је имала 1000, а у децембру 1944. 5463 борца. До 13. августа 1944, дивизија је била под командом Главног штаба НОВ и ПО Србије, а потом под командом Штаба Оперативне групе дивизија од 15. септембра; затим у саставу Прве армијске групе и од 1. јануара 1945, у саставу Прве армије ЈА.

## Борбени пут 21. дивизије
У садејству са 22. српском дивизијом разбила је 20. маја 1944. Јабланички, Јужноморавски и Вардарски корпус ЈВУО. Значајније борбе водила је против делова Јужноморавске и Расинско-топличке групе корпуса ЈВУО 3. и 4. јуна 1944. године. Дана 23. јуна ослободила је Брус и Александровац. У Топличко-јабланичкој операцији сносила је главни терет борби и успешно прелазила у противнапад.
У саставу Оперативне групе дивизија безуспешно је напала Пожегу 13. септембра, а ослободила Горњи Милановац 28/29. септембра. Посебно се истакла у Београдској операцији у борбама против немачке корпусне групе „Штетнер“, због чега је била похваљена од Врховног команданта НОВ и ПОЈ маршала Јосипа Броза Тита.
На Сремском фронту 3. јануара 1945. водила је тешке борбе против делова немачког 34. армијског корпуса. Са 48. дивизијом је после четворочасовне борбе, ослободила Винковце 13. априла. У садејству са Шестом пролетерском бригадом учествовала је у борби против 47. и 65. немачког пука 22. дивизије, ослободила је Ђаково 16. априла, са Првом пролетерском дивизијом Нову Градишку и Нову Капелу 23. априла, затим Окучане 25. априла, па Новску 2. маја 1945. године.